# Paniutîne, Orihiv
Paniutîne (în ucraineană Панютине) este un sat în comuna Omelnîk din raionul Orihiv, regiunea Zaporijjea, Ucraina.